# Petr Vabroušek
Petr Vabroušek (Praga, Checoslovaquia, 27 de septiembre de 1973) es un deportista checo que compitió en triatlón. Ganó dos medallas en el Campeonato Europeo de Triatlón de Larga Distancia en los años 1999 y 2004.

## Palmarés internacional
| Campeonato Europeo | Campeonato Europeo    | Campeonato Europeo | Campeonato Europeo |
| Año                | Lugar                 | Medalla            | Prueba             |
| ------------------ | --------------------- | ------------------ | ------------------ |
| 1999               | Almere (Países Bajos) | Medalla de plata   | Individual         |
| 2004               | Immenstadt (Alemania) | Medalla de bronce  | Individual         |